# CUP-Syndrom
Die Abkürzung CUP für das englische „cancer of unknown primary“ (verkürzt für: cancer of unknown primary origin) hat sich auch im deutschen Sprachraum eingebürgert und ersetzt die zuvor übliche Bezeichnung Krebs bei unbekanntem Primärtumor. Im Laborjargon wird auch vom „Geistertumor“ gesprochen.

## Definition
Von einem CUP spricht man, wenn sich Metastasen finden, ohne dass der maligne (bösartige) Primärtumor (Primarius) bekannt ist. In der Regel handelt es sich dabei histologisch um neuroendokrine Tumoren wie kleinzellige Bronchialkarzinome, Karzinoide oder maligne Melanome.

## Prävalenz und Prognose
Bei etwa 3–5 % aller Krebspatienten ist der Primärtumor unbekannt. Die Prognose ist dabei ausgesprochen ungünstig. Weniger als 25 % der Patienten überleben das erste Jahr nach der Diagnosestellung.

## Primärtumorsuche
Bei einem CUP besteht eine histologisch nachgewiesene Metastasierung eines unbekannten Primärtumors. Die Primärtumorsuche umfasst eine dermatologische Untersuchung der gesamten Haut, einschließlich Gehörgang, Nase, Mundraum und Anus, ferner eine ausgiebige Sonografie aller inneren Organe, die Endoskopie des Magens, des Darms und der Lunge sowie Untersuchungen mit hochauflösenden bildgebenden Verfahren wie Computertomografie und Magnetresonanztomografie, bei Frauen außerdem noch eine gynäkologische Untersuchung und eine Mammografie.

## Entstehung
CUP entstehen in der Regel, wenn der Primärtumor entweder verschwindet oder sehr klein bleibt. Da Metastasen normalerweise in weitaus größerem Maße entartet sind als der Primärtumor, geht man davon aus, dass das Immunsystem nach einer Metastasierung den Tumor zerstört oder aber klein gehalten hat, während ihm dies bei den hochmalignen Metastasen nicht möglich gewesen ist. Eine weitere Theorie besagt, dass ein Teil der CUP durch Heterotopien entstehen, bei denen in der embryonalen Phase Gewebe in andere Organe verschleppt wurde und dort entartete. In diesem Falle würde es sich bei den vermeintlichen Metastasen etwa eines malignen Melanoms in der Lunge in Wirklichkeit um einen Primärtumor handeln.